# Marineros de Puntarenas
El Marineros de PFC fue un equipo de fútbol de Costa Rica que jugaba en la Segunda División de Costa Rica, la segunda categoría de fútbol del país. A partir del Apertura 2023 el Puntarenas F. C. adquiere la franquicia de lo que era el San José FC que jugaba bajo la franquicia de lo que era antes Juventud Escazuceña durante la temporada 2022-2023.

## Historia
Fue fundado en el año 2020 en la provincia de Puntarenas por un grupo de empresarios de la provincia junto al entrenador Henry Duarte, quien abandonó a la la selección de Nicaragua por la pandemia del COVID-19 luego de adquirir la franquicia de La U Universitarios que recién descendió de categoría en la temporada 2019/20 y que carecía de recursos para continuar operando, interponiéndose a la idea original que tenían de fusionarse con el Municipal Corredores de la Primera División de LINAFA.
El club cuenta con varias escuelas en las distintas regiones de la provincia y jugará en el Estadio Lito Perez, el cual comparte con otros dos equipos de la ciudad. La idea es crear una organización sólida con infraestructura propia.
En abril de 2022 la franquicia fue comprada y renombrada como "Limón Black Star FC" y su sede fue movida a la provincia de Limón poniendo fin a sus casi 2 años de historia en el fútbol costarricense.
En marzo de 2023 la dirigencia del Puntarenas F. C. decide comprar la franquicia del equipo de San José FC que jugaba la temporada 2022-2023 en la Segunda División de Costa Rica bajo la franquicia de lo que era el conjunto de Juventud Escazuceña.

## Filial de Puntarenas F.C
El 15 de abril de 2023 el Puntarenas F. C. anunció que tendría un equipo en la Segunda División de Costa Rica tras adquirir la franquicia de Juventud Escazuceña, y pasará a llamarse Marineros de PFC y que será dirigido por Henry Duarte.

## Venta de franquicia a San Carlos F.C.
En diciembre de 2023 se anuncia que el club decide vender su franquicia que había adquirido del desaparecido equipo de Juventud Escazuceña y cedérsela al club de San Carlos Fútbol Club, equipo filial de la AD San Carlos en Linafa a partir del Clausura 2024 bajo el nombre de Inter San Carlos.

## Estadio

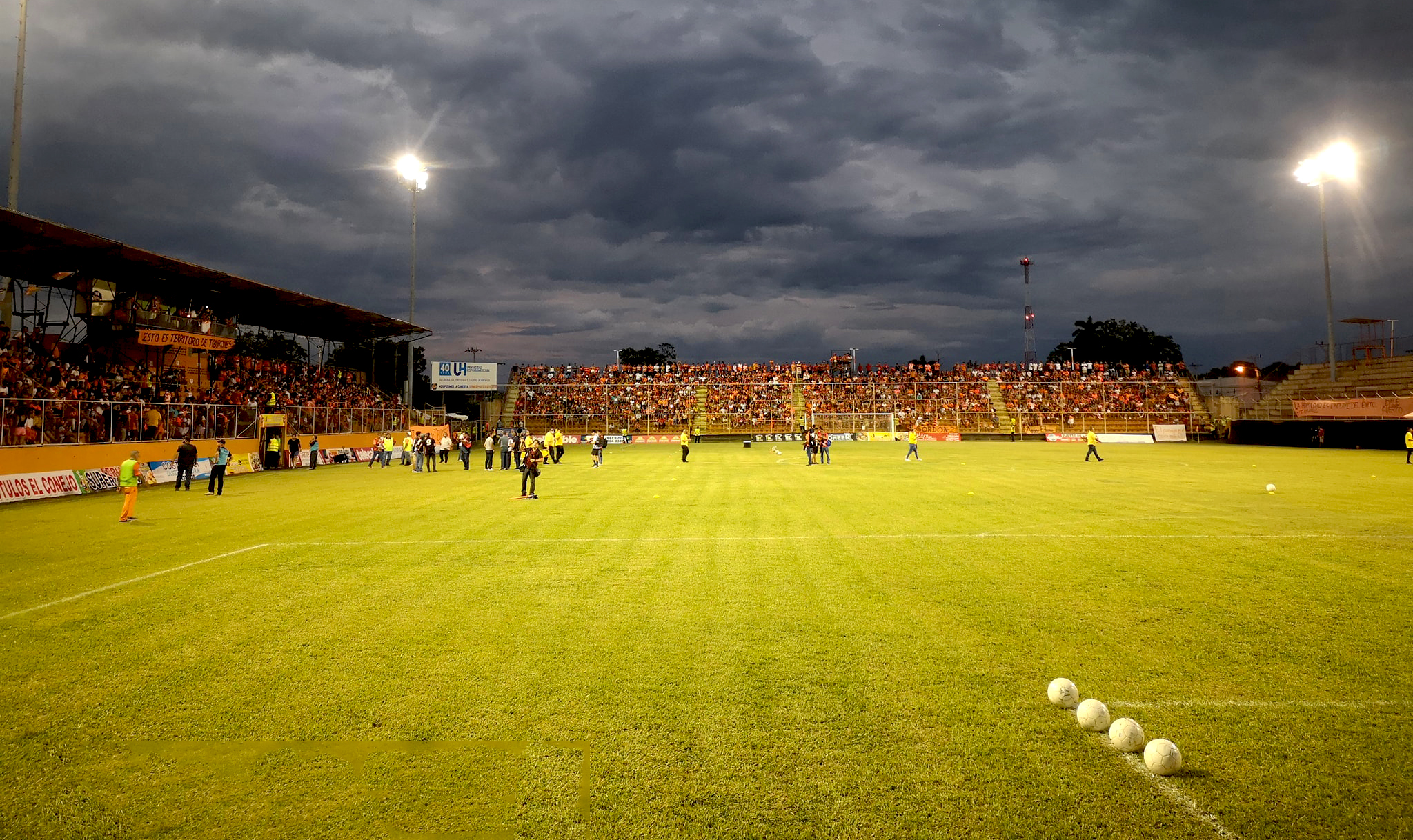

El Estadio Miguel Ángel "Lito" Pérez, fue el equipo de Marineros de Puntarenas, por lo que posee un apodo, conocido popularmente como "La Olla Mágica".